# Mattis Bergwall
David Mattis Sebastian Sundin Bergwall, född den 19 juni 1986 är en svensk podcastare, författare och programledare.

## Biografi
Bergwall slog tillsammans med Per Wallin igenom med podcasten Krigshistoriepodden som hade premiär i april 2020. Podden blev framröstad som årets podd både 2022 och 2024 av Guldpodden. 2024 gav han tillsammans med Wallin och Fredrik Hagelin ut boken Rysslands militära fuck-ups som samma år belönades med Adlibrispriset för bästa facklitterära bok. Tillsammans med Wallin och Hagelin kommer de att ge ut under 2025 att ge ut boken Folkhemmet at war. Tillsammans med Wallin programleder han under 2025 dokumentärserien Krigsmaskinen Sverige på SVT.

## TV-program (i urval)
- 2025 – Krigsmaskinen Sverige (TV-serie)